# Nadji Jeter
Nadji Anthony Jeter (Atlanta, 18 ottobre 1996) è un attore, ballerino e musicista statunitense, noto per aver recitato in Un weekend da bamboccioni.

## Filmografia

### Attore

#### Cinema
- Dirty Laundry, regia di Maurice Jamal (2006)
- Beats style and flavor, regia di Reagan L. Thomas (2006)
- Lower Learning, regia di Mark Lafferty (2008)
- Opposite Day, regia di Robert Michael Givens (2009)
- Un weekend da bamboccioni, regia di Dennis Dugan (2010)
- Un weekend da bamboccioni 2, regia di Dennis Dugan (2013)
- La quinta onda, regia di J Blakeson (2016)
- Dance Camp, regia di Bert & Bertie (2016)
- Wonder, regia di Stephen Chbosky (2017)

#### Televisione
- Castle - serie TV, episodio 5x11 (2013)

### Doppiatore

#### Televisione
- Spider-Man – serie animata, 39 episodi (2017-2020)

#### Videogiochi
- The Last of Us (2013)
- Marvel's Spider-Man (2018)
- Marvel: La Grande Alleanza 3: L'Ordine Nero (Marvel Ultimate Alliance 3: The Black Order) (2019)
- Marvel's Spider-Man: Miles Morales (2020)
- Marvel's Spider-Man 2 (2023)

## Doppiatori italiani
Nelle versioni in italiano delle opere in cui ha recitato, Nadji Jeter è stato doppiato da:
- Mattia Fabiano ne La quinta onda
- Stefano Broccoletti in Wonder
- Manuel Meli in Castle

Da doppiatore è stato sostituito da:
- Gianandrea Muià in Marvel's Spider-Man, Marvel's Spider-Man: Miles Morales, Marvel's Spider-Man 2
- Stefano Pozzi in The Last of Us
- Federico Bebi in Spider-Man